# Литон (Ајова)
Литон (енгл. Lytton) град је у америчкој савезној држави Ајова. По попису становништва из 2010. у њему је живело 315 становника.

## Демографија
Према попису становништва из 2010. у граду је живело 315 становника, што је 10 (3,3%) становника више него 2000. године.
| Група             | 2000.       | 2010.       |
| Белци             | 304 (99,7%) | 308 (97,8%) |
| Афроамериканци    | 0 (0,0%)    | 0 (0,0%)    |
| Азијати           | 0 (0,0%)    | 0 (0,0%)    |
| Хиспаноамериканци | 1 (0,3%)    | 7 (2,2%)    |
| Укупно            | 305         | 315         |